# Josefskapelle (Bacharach)

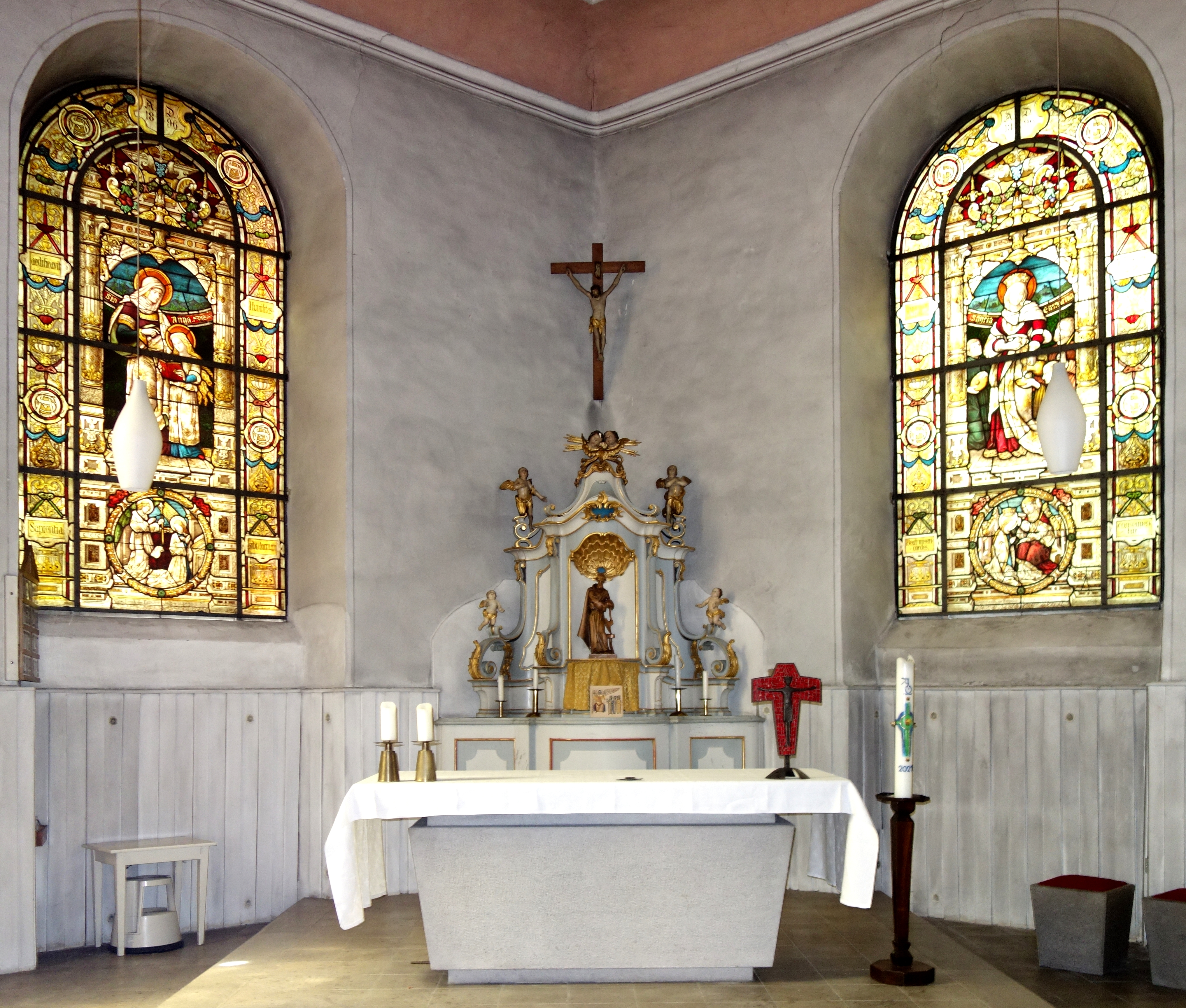
Josefskapelle

Die Josefskapelle ist eine römisch-katholische Kirche in der Stadt Bacharach im Landkreis Mainz-Bingen in Rheinland-Pfalz. Sie gehört zur Kirchengemeinde St. Nikolaus Bacharach im Dekanat St. Goar der Diözese Trier.

## Geschichte
Die Kapelle ist kein eigenständiges freistehendes Gebäude, sondern in die Häuserzeile der Oberstraße integriert. Sie wurde 1758 von Hofbaumeister Franz Wilhelm Rabaliatti errichtet und 1760 geweiht. Von Kurfürst Carl Theodor von Pfalz-Sulzbach wurde sie zusammen mit den beiden benachbarten Gebäuden gestiftet und als Hauskapelle der Lateinschule des katholischen Gymnasiums vorgesehen. Als Pfarrkapelle sollte sie zugleich als Ersatz für die damals baufällige Wernerkapelle dienen. Diese war bei der Pfälzischen Kirchenteilung den Katholiken als Pfarrkirche zugewiesen worden.
Von 1889 bis 1959 war das Gebäude die Klosterkirche der armen Dienstmägde Jesu Christi.

## Architektur und Ausstattung
Das dreiachsige Gebäude ist ein einschiffiger Rokokobau mit Volutendecke und befindet sich zwischen zwei benachbarten Häusern derselben Entstehungszeit, die ursprünglich als zugehörige Schulgebäude dienten. Grund für die unauffällige Lage war vermutlich, dass eine katholische Kirche im evangelisch geprägten Bacharach nicht zu deutlich sichtbar sein sollte.
Im Innern der Kapelle befindet sich ein Altar mit Drehtabernakel aus der 2. Hälfte des 18. Jahrhunderts und eine Muttergottes aus dem späten 17. Jahrhundert.

## Kirchenfenster
Die Josefskapelle besitzt vier Bleiglasfenster mit Schwarzlotmalereien auf Antikglas, zwei im Schiff und zwei im Chor. Sie wurden 1896 von der Firma Schneiders und Schmolz Glasmalerei Köln gefertigt.
Die beiden Schiff-Fenster zeigen jeweils Ornamente aus Weinreben und heraldischer Lilie. Im linken Chorfenster ist die heilige Anna mit Maria zu sehen; im Medaillon unten ist die Verkündigung an Maria dargestellt. Das rechte Chorfenster zeigt Elisabeth von Thüringen und im Medaillon unten die Krönung Mariens.

## Veranstaltungen
Während der gottesdienstfreien Zeiten wird der Kirchenraum für verschiedene kulturelle Veranstaltungen genutzt. Insbesondere wird in regelmäßigen Abständen die Arabische Passion nach Johann Sebastian Bach in der Version des Ensembles Sarband musikalisch dargeboten. Damit wird der barocke Geist der Bach’schen Passion neu in der Tradition der arabischen Musik und des Jazz interpretiert.

## Denkmalschutz
Die Josefskapelle ist in der Liste der Kulturdenkmäler in Bacharach verzeichnet.